# Rhea Thönges-Stringaris
Rhea Nike Thönges-Stringaris (* 1934 in Athen) ist eine deutsch-griechische Kunsthistorikerin.

## Leben und Wirken
Rhea Stringaris wurde 1934 in Athen als Tochter des Psychiaters Michael Stringaris und seiner Frau Nota Saliverou geboren. 1952 machte sie in Athen ihr Abitur und studierte von 1954 bis 1959 Klassische Archäologie und Kunstgeschichte in Bonn und München. 1960 wurde sie in Bonn bei Ernst Langlotz mit der Arbeit Das Griechische Totenmahl promoviert. 1959 heiratete sie Ernst Thönges, aus dieser Ehe gingen drei Töchter hervor. Von 1961 bis 1974 war Thönges-Stringaris an den Staatlichen Kunstsammlungen in Kassel tätig, trat 1972 der deutschen Bewegung Direkte Demokratie e. V. bei, und befreundete sich im selben Jahr mit Joseph Beuys, mit dem sie in der Folgezeit zusammenarbeitete.
Im Jahr 1977, während der documenta 6 in Kassel und der 100-Tage-Anwesenheit des Künstlers Beuys, bei der dieser in einem Tagungsraum der Free International University, in direkter Nachbarschaft zur Honigpumpe am Arbeitsplatz, mit den Besuchern über seinen Erweiterten Kunstbegriff, die Soziale Plastik und eine direkte Demokratie diskutierte, wirkte Thönges-Stringaris mit. Im selben Jahr gründete sie die FIU-Zweigstelle Kassel. 1979 wurde Thönges-Stringaris Gründungsmitglied der Partei Die Grünen. Von 1981 bis 1987 war sie Mitglied im Aufsichtsrat der documenta und arbeitete bis 1987 bei der Beuys-Aktion 7000 Eichen mit. Am FIU-Forschungsunternehmen, einer gemeinnützigen GmbH in Kassel, wirkte sie von 1989 bis 1994 mit. Im Jahr 1999 trat sie, wegen der NATO-Bombardierung Serbiens im Kosovokrieg, aus der Partei Die Grünen aus. Seit 2003 ist Thönges-Stringaris Mitglied im Kuratorium der Stiftung „7000 Eichen“ und seit 2006 Mitglied im Kuratorium Mehr Demokratie.
Rhea Thönges-Stringaris lebt in Kassel und Athen.

## Publikationen (Auswahl)
- Das Griechische Totenmahl. In: Mitteilungen des Deutschen Archäologischen Instituts. Athenische Abteilung, Band 80, 1965, S. 1–99 (= Dissertation)
- Joseph Beuys. Work and ideas. In: Zygos, Nr. 29, 1974 (Athen)
- Letzter Raum. Joseph Beuys: dernier espace avec introspecteur, Stuttgart 1986, ISBN 3-7725-0864-2
- Joseph Beuys. Die unsichtbare Skulptur (hrsg.) Stuttgart 1989
- Makarie und Montanus – oder: Es gibt viel mehr Wasser in der Welt. In: Joseph Beuys-Tagung Basel, Basel 1991, S. 21–30
- Je länger aber das Ereignis sich entfernt … . Zu Joseph Beuys und Peter Handke. FIU, Wangen/Allgäu 2002, ISBN 978-3-928780-27-8